# ウラジーミル・ナボコフ (政治家)
ウラジーミル・ドミトリエヴィチ・ナボコフ（ロシア語: Влади́мир Дми́триевич Набо́ков, ラテン文字転写: Vladimir Dmitrievich Nabokov, V. D. Nabokov; 1870年7月21日（旧暦7月6日） – 1922年3月28日）は、ロシアの自由主義者。刑法学者・政治家・ジャーナリスト。自由主義政党の立憲民主党（カデット）の幹部として活動し、国会議員や第一次臨時政府官房長、クリミア地方政府司法大臣などを歴任した。
ロシア革命時の自由主義勢力のなかでは最も著名な政治家の一人であったとされる。また、『ロリータ』で知られる作家ウラジーミル・ウラジーミロヴィチ・ナボコフの父でもあり、その創作活動にも大きな影響を与えた。
ナボコフは、ロシア帝国の貴族ドミトリー・ニコラエヴィチ・ナボコフの子として生まれ、長じてからは刑法学者となり帝立法学校の教職を務めた。やがて反体制運動に参加するようになり、立憲制の実現を求める政党・立憲民主党（カデット）が結成されると、その中央委員会副議長となる。第一国会（ドゥーマ）議員選挙に当選し、議会で帝政政府の専制を強く批判した。
ロシア二月革命の際には、ロマノフ朝の滅亡を決定したミハイル大公の帝位放棄宣言を起草したことで知られる。革命後には官房長として第一次臨時政府に参加した。また、全ロシア憲法制定会議（国民議会）選挙の選挙管理委員会副委員長として選挙の準備に携わった。コルニーロフ将軍のクーデターが失敗した後は、カデットを代表して他勢力と組閣の交渉にあたり、新たに設置された「ロシア共和国会議」（予備議会）の幹部となっている。
十月革命後、対立するボリシェヴィキが政権を握ると、クリミアへ逃避し、現地の地方政府の司法大臣を務めた。地方政府の崩壊後、ベルリンに亡命し、ロシア語新聞『舵』の発刊を行っている。しかし、1922年、友人の政治家パーヴェル・ミリュコーフを暗殺者からかばって射殺された。
西欧派の自由主義者として知られ、その回想録はロシア革命史の史料として広く使われている。

## 生涯

### 法学者への道

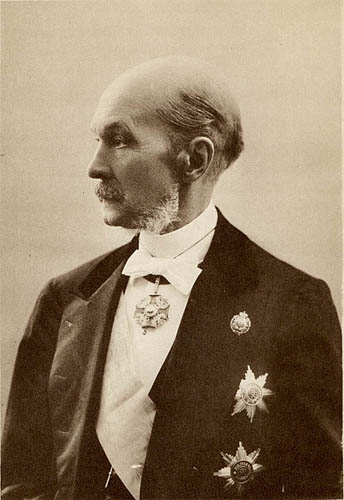
司法大臣であった父ドミトリー・ナボコフ。

1870年、ロシア帝国のツァールスコエ・セローにおいて、貴族ドミトリー・ニコラエヴィチ・ナボコフとその妻マリアの第六子として生まれた。ナボコフ家は18世紀なかばには貴族階級に属しており、1749年生まれのアレクサンドル・ナボコフは陸軍大将となっている
父であるドミトリーは帝立ペテルブルク法学校を卒業しており、西欧派であるとともに比較的リベラルな思想の持ち主だった。彼は、皇帝アレクサンドル2世およびアレクサンドル3世の治世下で、司法大臣を務めている。消極的ではあったが、司法権の自立を主張していたため、結果として保守派の反発を招いて司法大臣を解任された。
母マリアは、夫よりもだいぶ年下で、かつ夫と反りが合わなかった。また、浪費家でもあった。両親は不仲だったが、しかし、ナボコフ自身は母に愛され、首都サンクトペテルブルクや母の領地で何不自由なく育ったという。そして、13歳になるまで、ロシア人・ドイツ人・フランス人・イギリス人といった様々な国出身の家庭教師によって教育を受けた。
やがてナボコフは、ペテルブルクの第三ギムナジウムに入学した。その背景には、息子に大学教育を受けさせようという父ドミトリーの意向があった。このギムナジウムの級友には、後に同じ立憲民主党に所属することとなるピョートル・ストルーヴェがいたという。ナボコフはラテン語やギリシア語の文法ばかり教える保守的なギムナジウムの教育に満足しなかった。そして、自由主義的な政治思想を形成していった。
16歳のときに金メダルを得てギムナジウムを卒業し、1887年にペテルブルク大学法学部に入学する。
当時の大学は、反体制運動の拠点として国家の監視下にあったが、ナボコフもまた学生運動に参加し、数日にわたって投獄されたことがある。この際、前司法大臣の息子であるナボコフは、他の学生と違って即座に釈放される機会を得ていた。しかし、自分ひとりだけが釈放されることを潔しとせず、ともに逮捕されることを選び、そのおかげで一緒に捕まった他の学生も早期に釈放されたという。
大学では刑法学を学び、1892年に優秀な成績で卒業した。軍務を経て官房に入り、1895年には皇帝の侍従補ともなった。しかし、ほどなく文官としての経歴を捨て、25歳で学者に転身する。そして、ドイツのライプツィヒとハーレに留学した後、有力な刑法学者タガンツェフの招聘を受けて、1896年、ロシアの帝立法学校の教員となった。
この頃、ナボコフは、仮装舞踏会やオペラに行ったり、宮廷に参内するなど典型的な上流階級の生活を送っていた。また、近くの邸宅に住む地主イワン・ルカヴィシニコフの娘エレーナ・イワーノヴナ・ルカヴィシニコワ (1876年 - 1936年)とも出会い、両者は1897年1月14日に恋愛結婚している。

### 立憲民主党=カデットの幹部へ

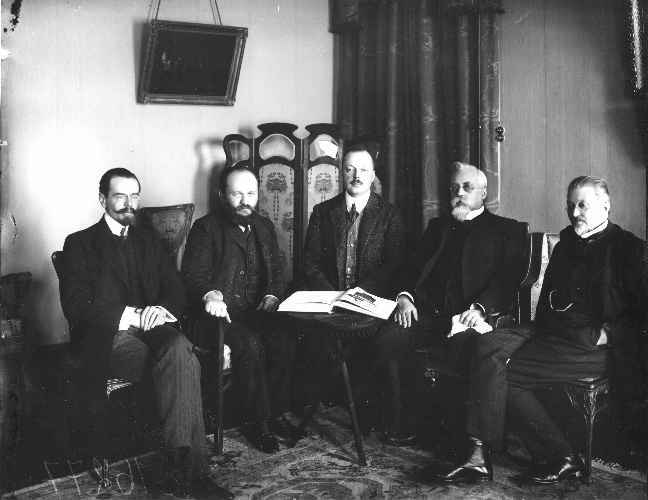
ナボコフ（中央）とカデット党員たち。1906年。

1898年になると、ナボコフは自由主義的な評論紙『プラーヴォ』（法）の編集部に加わった。そして、この『プラーヴォ』の下で、ナボコフは反体制運動に加わり、ロシアにおける立憲君主制の実現を目指すこととなった。創刊されたばかりの『プラーヴォ』の編集部には、後にナボコフの政治上の盟友となるヨシフ・ゲッセンもいた。その翌年の1899年4月、後に作家となる息子ウラジーミル・ウラジーミロヴィチ・ナボコフが生まれている。ナボコフは妻とともに息子を溺愛したという。
この間、刑法学者としてナボコフは多くの論文を執筆した。そして、未成年者を性犯罪から保護する必要性を説き、また同性愛者に対する処罰に反対した。
1902年、ストルーヴェを編集長とする非合法の自由主義新聞『解放』が創刊されると、ナボコフもその寄稿者となった。1903年4月にキシナウでユダヤ人虐殺が起きると、『プラーヴォ』紙上において反ユダヤ主義を非難し、また虐殺を制止しようとしなかった警察当局を批判した。こうしたユダヤ人を擁護するナボコフの姿勢は、父であるドミトリーの影響を受けたものであった。また、1903年にはペテルブルク市協議会の委員となった。
そして、1904年11月、ナボコフの邸宅で「全ロシア・ゼムストヴォ会議」が開催された。ゼムストヴォ（地方自治機関）の代表者たちが集まったこの会議では、憲法の制定および国会の召集、市民の権利保証を求める決議が行われた。政府との対決姿勢を強めたナボコフは、大臣会議議長（首相）セルゲイ・ウィッテからの公職への勧誘も拒絶した。
翌年の1905年1月、血の日曜日事件が発生し、多くの市民が軍の発砲により死傷した。ナボコフはペテルブルク市協議会において、政府を公然と非難した。しかし、その代償は大きく、侍従の地位、そして帝立法学校の教員の職を失うこととなった。
同じ頃、日露戦争におけるロシアの敗北にともない、皇帝専制体制への不満が一気に表面化する。都市でも農村部でも少数民族地域でも、帝政政府に対する強い批判が惹起され、議会開設や憲法の制定などが要求された。この第一次ロシア革命が進行するさなかにあって、1905年10月、ナボコフとゲッセンはモスクワへ行き、立憲民主党(カデット)の創立大会に出席した。このとき、ゼネストが行われていたため国内は極度の混乱状態にあったが、ナボコフは普段どおりの悠然とした態度で、従者たちを引き連れてモスクワへ向かったという。
この政党カデットは、大学教授などを中心とした「ロシアの自由主義勢力を代表する政党」となり、議会政治・立憲君主制の実現を目指していく。創設されてまもないカデットにおいて、ナボコフは副党首（党中央委員会副議長）・中央委員となった。党のために自腹を切って少なくない金額の資金を提供したともいう。これ以後、ナボコフはカデットの一員として政治活動を行っていく。
カデットの設立大会のさなかの10月17日、皇帝ニコライ2世は十月詔書を出し、立法権をもつ国会(ドゥーマ)を作ることなどを認め、反体制勢力に譲歩している。しかし、
ナボコフは、『プラーヴォ』において、十月詔書を不十分なものであるとして非難し、普通選挙権の実現や憲法制定会議の召集を求めたという。

### 国会議員・ジャーナリストとして

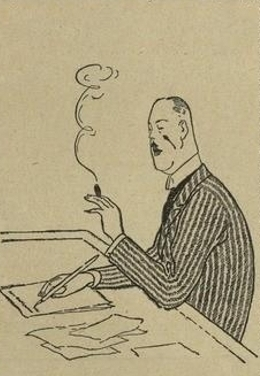
ナボコフを描いた風刺画。1911年。

それでも、カデットは国会選挙への参加を決めた。そして翌年の1906年に行われた選挙において、ナボコフはペテルブルクの選挙区から当選を果たした。カデットもこの第1国会において多数の議席を得て、ナボコフは国会におけるカデットの指導者となった。
ナボコフは国会における議論の主導権を握った。さらに複数の政党を代表して親書を作成し、皇帝に種々の民主的改革を求めた。同年5月13日、保守的なイワン・ゴレムイキン内閣が国会でこの親書を拒否すると、ナボコフは政府を弾劾する演説を行っている。立憲制の確立を要求したこの演説は、「行政権力を立法府に従わせよう」という言葉で締めくくられ、議場から大きな拍手をもって迎えられた。
国会と政府が厳しく対立するなか、政府はカデットを内閣に参加させ、その協力を得ようとした。ナボコフは司法大臣の候補となったが、カデット指導者ミリュコーフと政府との交渉は上手く行かず、この構想は頓挫した。
結局、この第1国会は死刑廃止法案を可決したのみで、開会からわずか数ヶ月後の7月9日、政府によって強制的に解散させられた。国会解散に対する抗議として、カデットは、納税と兵役の拒否を訴えるヴィボルグ声明を出した。ナボコフはこの声明に必ずしも乗り気ではなかったが、これに署名した。その結果として、ナボコフは政府によって政治的権利を奪われ、政治の世界を去ることを余儀なくされた。
国会解散を契機に農民反乱が続発するなか、極右団体・黒百人組がナボコフの暗殺を計画した。この危険を避けるため、同年8月、ナボコフはロシアから逃れ、オランダに滞在することとなる。
ほどなくして帰国したナボコフは、第2国会選挙の参加資格を奪われていたが、カデットの会議には参加し、また、党の日刊紙『レーチ』や機関紙『人民自由党通報』の編集長となった。しかし、1907年12月になると、ヴィボルグ声明署名および党機関紙の発行を政府に咎められ、裁判の上、3ヶ月にわたって投獄されることとなった。とはいえ、ペテルブルクのクレスティ監獄での獄中生活は比較的快適なものであり、ナボコフはそこで読書に没頭したという。
釈放後もひきつづきナボコフは『レーチ』の編集に携わり、ジャーナリストとして活動した。対立する新聞から中傷されることも多く、しばしば新聞の風刺画にもナボコフが描かれていた。1911年には右翼紙『新時代』との論争の過程で中傷を受け、激怒のあまり『新時代』の編集者に決闘を申し込むという出来事もあったが、結局、これは未遂に終わった。1913年のベイリス事件の際には記者として裁判を傍聴している。
1914年に第一次世界大戦が起きると、7月にナボコフは予備役の士官として召集され、ふたたび軍務についた。一時的に前線に赴いたものの、同年9月には首都に戻り、参謀本部アジア局に移った。また、軍務の一環としてロンドンやパリを回り、1916年に『戦う英国から』という著書を出版している。

### 革命臨時政府

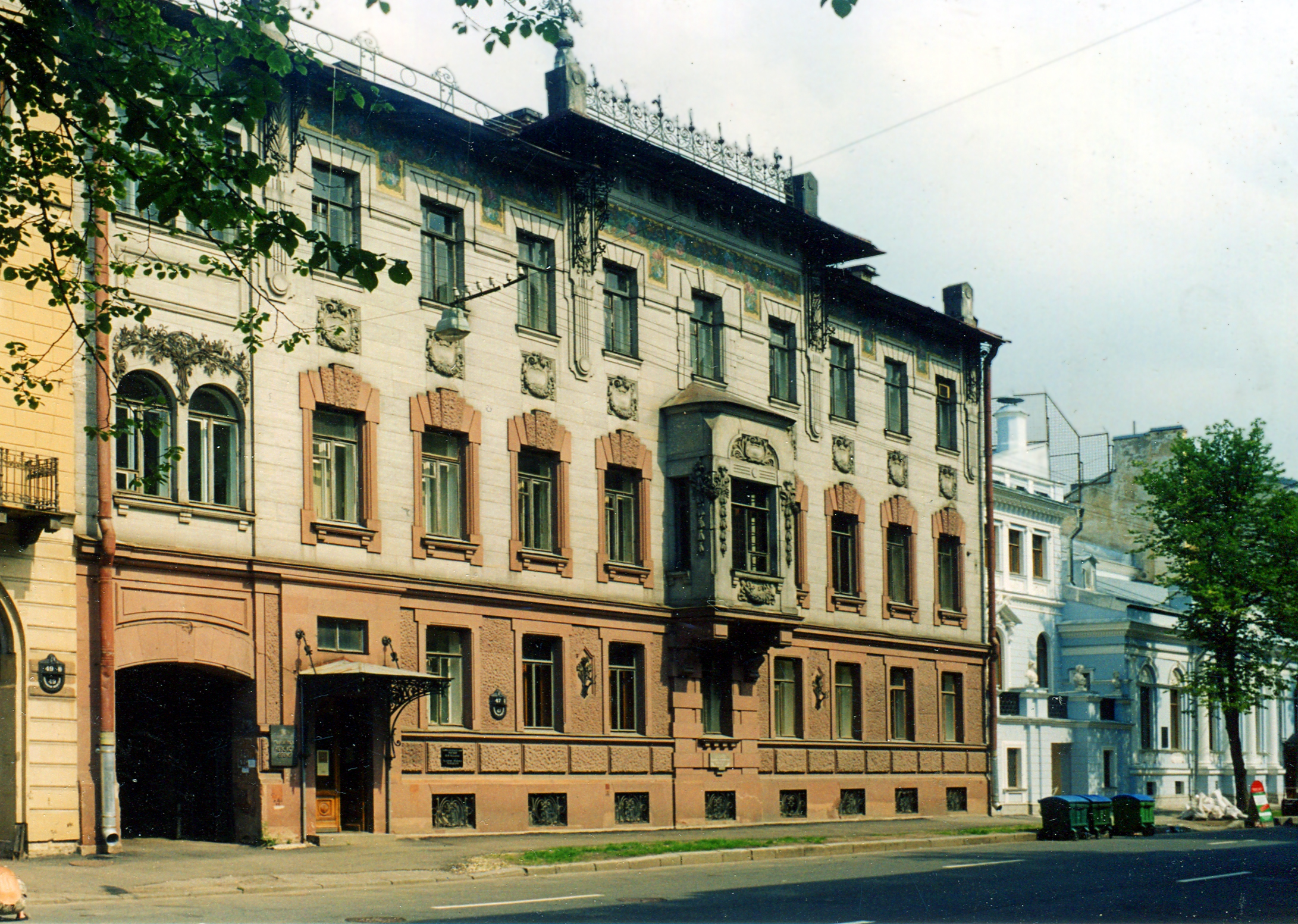
首都ペトログラードのナボコフ邸。

第一次世界大戦の影響から、1916年末になると食糧難や政治危機が深刻化した。翌年の1917年2月、ついに二月革命が起きた。首都で将校が虐殺されるなか、いまだ参謀本部に籍を置いていたナボコフも、身の安全を図るため、自邸にこもった。
皇帝ニコライ2世が退位した後、3月3日にはその弟のミハイル大公も帝位を拒否した。この際、ナボコフは、法学者としてミハイル大公の帝位放棄宣言の起草を担当し、この宣言をもってロマノフ王朝は崩壊した。
同時に、このナボコフの起草した宣言によって、将来の国会体制を決める権限を有する全ロシア憲法制定会議が招集されるまでのあいだ、臨時政府が国家の全権力を掌握することが決められた。こうして皇帝専制体制は消滅し、自由主義者たちが悲願の政権の座についた。成立した第一次臨時政府においてはミリュコーフらカデット党員が閣僚の地位を占め、ナボコフにもフィンランド総督の地位が与えられる予定だった。しかし、ナボコフはこれを断り、臨時政府の官房長に就任し、さらに法制改革を準備する司法協議会と刑法改正検討委員会にも加わった。この官房長という役職は臨時政府内の事務および立法の総責任者にあたり、その存在感は非常に大きかったという。
この当時、社会主義政党がペトログラード・ソビエトを通して労働者と兵士を掌握し、大きな力を有していた。カデット内では、党首ミリュコーフは社会主義勢力に否定的な態度を取っていた。その一方で、左派カデットの有力な政治家、ニコライ・ネクラーソフは、社会主義勢力との連携を図っていくべきだと考えていた。そして、ナボコフはネクラーソフと近い考えを持っていた。
しかし、同年4月、ミリュコーフが外交問題をめぐって閣僚の地位を去ることを余儀なくされると、ナボコフも共に官房長を辞した。ただし、司法協議会には籍をおいたままで、刑法改正にも携わり続けた。5月には、ペトログラード市議会選挙にカデットから立候補して当選を果たしている。
6月末に開かれた党中央委員会は、社会主義政党との連立をやめるべきだというミリュコーフの主張に従い、臨時政府からの脱退を決定した。ナボコフはこれに反対したという。
その後、社会革命党のアレクサンドル・ケレンスキーが首相になると、彼の意向によって、ナボコフは司法大臣の候補となった。しかし、カデットとケレンスキーのあいだで入閣に当たっての条件で折り合うことができなかったという。そのため、ナボコフの司法大臣就任は実現しなかった。
この頃、前述の憲法制定会議選挙の準備も進められており、ナボコフは「憲法制定会議選挙規定」の起草を担当していた。さらに、8月には選挙管理委員会の副委員長にも任命されている。このとき、憲法制定会議選挙は9月に実施される予定だったが、ナボコフは『レーチ』紙に選挙を延期すべきだとの意見を掲載した。この提案通り、選挙の実施予定は11月に後ろ倒しにされたが、この変更は、この後の政治状況に大きな影響を与えた。
同じ頃、国家の危機にあたって広く国民の声を聞くべきとの考えのもと、各界の代表者を集めたモスクワ国政協議会が開かれると、ナボコフはかつての第1国会（ドゥーマ）議員の代表として演説を行い、国政協議会の開催を歓迎する旨を述べた。また、この際、ドイツとの単独講和は不可能だとも言った。
一方で、ナボコフは党中央委員会において、臨時政府の直面する危機的状況を打破するため、最終手段として軍事独裁を行うこともありうると示唆したともいう。

### 予備議会

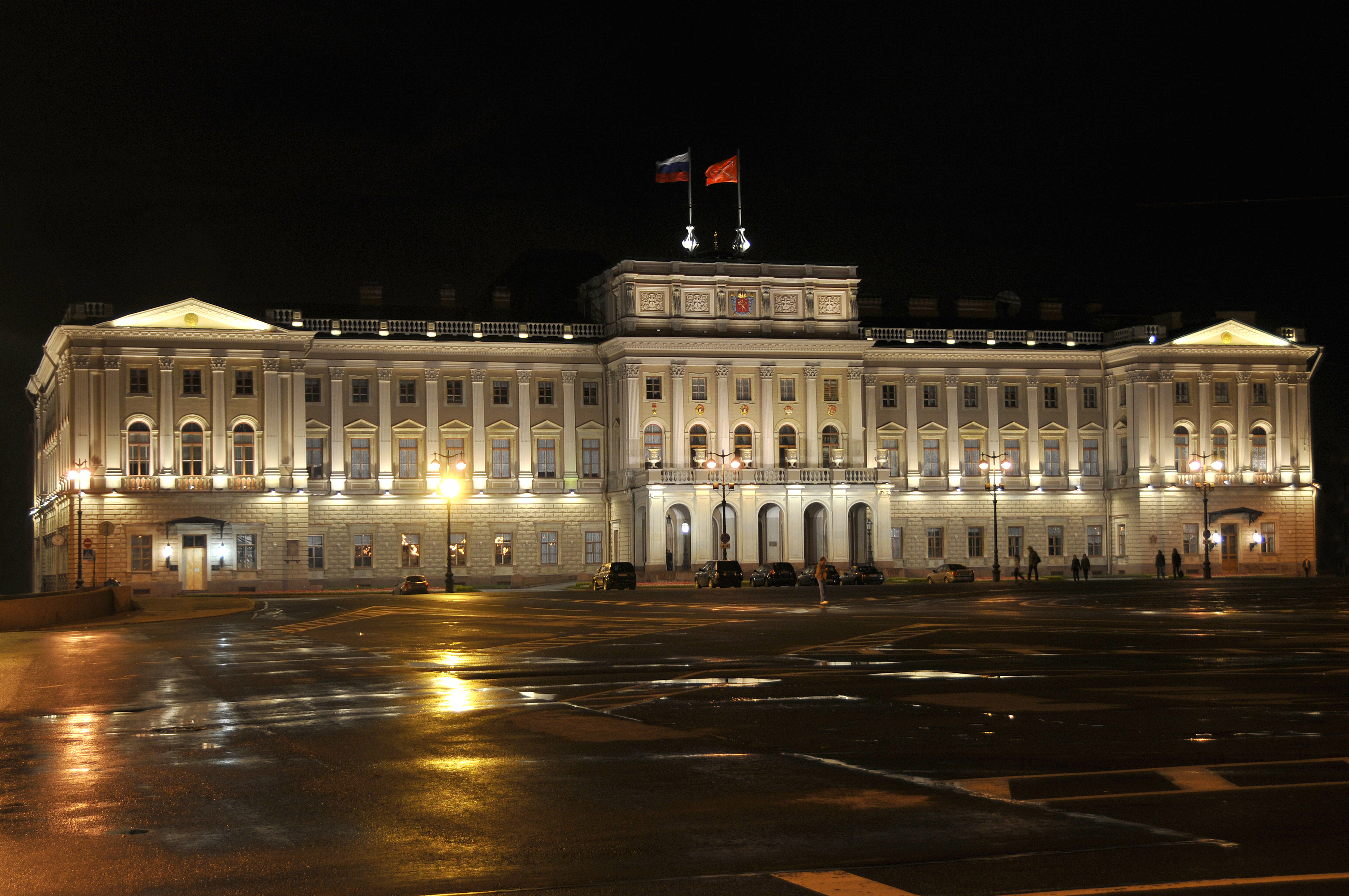
予備議会の議場となったマリヤ宮。

実際に、軍事独裁を目指すラーヴル・コルニーロフ将軍によるクーデターが実行されたが、これは失敗しており、クーデターを明確に支持したミリュコーフは首都を去ることを余儀なくされ、政治の表舞台から消えた。
代わってカデットを代表するようになったのがナボコフである。9月22日、ナボコフは反乱終結後の新政府組閣のための会議に出席した。会議での交渉相手は、社会主義政党メンシェビキの幹部イラクリー・ツェレテリらだった。ツェレテリたちは臨時政府の正当性を確保するため、政府が責任を負う議会を作りたいと考えていた。
しかし、ナボコフは、このような議会を設置することを拒否した。ナボコフに言わせれば、二月革命時に臨時政府が単独で全権力を有するという決定がなされていたため、新たに作ろうとする議会には立法権を持つ法的な根拠がなかったのである。また、その議会の基盤となることが予定されていた「民主主義会議」という団体にも問題があった。この「民主主義会議」は有産階級を除いた「民主勢力」、すなわち社会主義勢力のみで構成されていたから、民主的なものとはいえなかったのである。
交渉は三日に及んだが、最終的に立法権をもたない諮問会議「ロシア共和国会議」（いわゆる「予備議会」）を設置することで合意に至った。また、新政府にはカデットから5人が入閣することとなった。つまり、ナボコフはツェレテリから大幅な譲歩を引き出すことに成功した。過激派のボリシェヴィキによるクーデターが現実味を帯びてきたため、ツェレテリはカデットとの妥協を余儀なくされたのである。
ナボコフは予備議会の4人の幹部会員の一人となり、法制審議会において予備議会の実施要領を定めた「予備議会規定」の作成に携わった。そして、予備議会は10月7日から開かれたが、ボリシェヴィキの議員は臨時政府を激しく非難した上で退席した。十月革命は目前となっていた。
この頃、ナボコフは、ケレンスキー首相にボリシェヴィキの反乱の可能性を尋ねていた。ケレンスキーから帰ってきた答えは、ボリシェヴィキの力など恐るるに足らないというものだった。
しかし、10月24日に実際にボリシェヴィキが武装蜂起すると、臨時政府に抵抗する力は残されていないことは明らかだった。翌日、ナボコフは予備議会の一員として、臨時政府から招集を受け、冬宮で行われている閣議に出席した。しかし、事態の打開策がまったくないことがわかると、ナボコフは帰宅した。その直後に冬宮の襲撃が始まり、臨時政府は崩壊した（十月革命）。

### クリミアへの逃避
旧臨時政府は11月12日に憲法制定会議選挙を実施するつもりだったが、新たに誕生したボリシェヴィキ政権も予定を変更はしなかった。家族をクリミアに避難させた後、ナボコフは首都ペトログラードにとどまった。そして、カデットの党中央委員会やペトログラード市議会などを拠点としてボリシェヴィキに抵抗する運動を行った。また、ナボコフは憲法制定会議選挙の実施責任者でもあり、前述したとおり、選挙管理委員会の副委員長の立場にあった。11月8日、ナボコフは市民に向けて選挙の自由を謳う声明を出している。
この声明を掲載した新聞はボリシェヴィキによって発禁処分とされた。とはいえ、選挙は予定通り実施され、社会革命党が勝利を収めた。11月23日、選挙管理委員会のうち、カデットの委員は拘束され、その中にはナボコフも含まれていた。投獄されたナボコフは、5日後には釈放された。しかし、フョードル・ココシキンらカデット幹部が新たに逮捕されており、11月29日には、カデットのすべての指導者が「人民の敵」として逮捕の対象となった。ここに至って、ナボコフはクリミアへの逃亡を決意し、密かにペトログラードを脱出した。逮捕されたままのカデット幹部の何人かは殺害されている。
翌年の1918年1月、逃亡先のヤルタでも、ボリシェヴィキの勢力が及びはじめ、ナボコフの身は危険にさらされた。ところが、同年4月、ドイツ軍の進駐によって、ヤルタからボリシェヴィキの影響は排除された。ナボコフはカデット党員らと今後について話し合ったが、明確な方針を見出すことはできなかった。
6月、ナボコフはペトログラードへの帰還を試み、これには失敗したが、キエフで開催されたカデット党大会に出席することができた。この党大会では、ミリュコーフはドイツ軍を支持すべきだと強く主張していた。しかし、ナボコフがクリミアに帰った時、クリミアのカデットはドイツ軍との提携に消極的な態度を取ることを決めていた。
やがてドイツ軍は勢いを失い、11月に親ドイツのスルケヴィチ政府は崩壊する。クリミアのカデット幹部、ソロモン・クルイム、マクシム・ヴィナヴェルらは、社会革命党・メンシェビキなどの政党とともに、新たなクリミア地方政府を組織した。そして、ナボコフはこの政府で司法大臣に就任することとなる。
ナボコフは現地の司法制度の改革に取り組み、一定の成果を挙げた。しかしながら、白軍(反ボリシェヴィキの軍事組織)のデニーキン将軍との関係が良好でなく、ナボコフの権限は限定的なものであった。白軍の軍規は厳格とは言い難く、現地で蛮行に及んだため、市民からの反発は大きかった。
しかし、地方政府はその軍事力を白軍に依存せざるを得なかった。さらに、政治的見解の相違から白軍は地方政府への支援に消極的であり、ナボコフらはやむを得ず、セヴァストーポリ駐留のフランス軍を頼った。しかし、フランス軍からの支援は得られなかったという。

### 亡命と暗殺

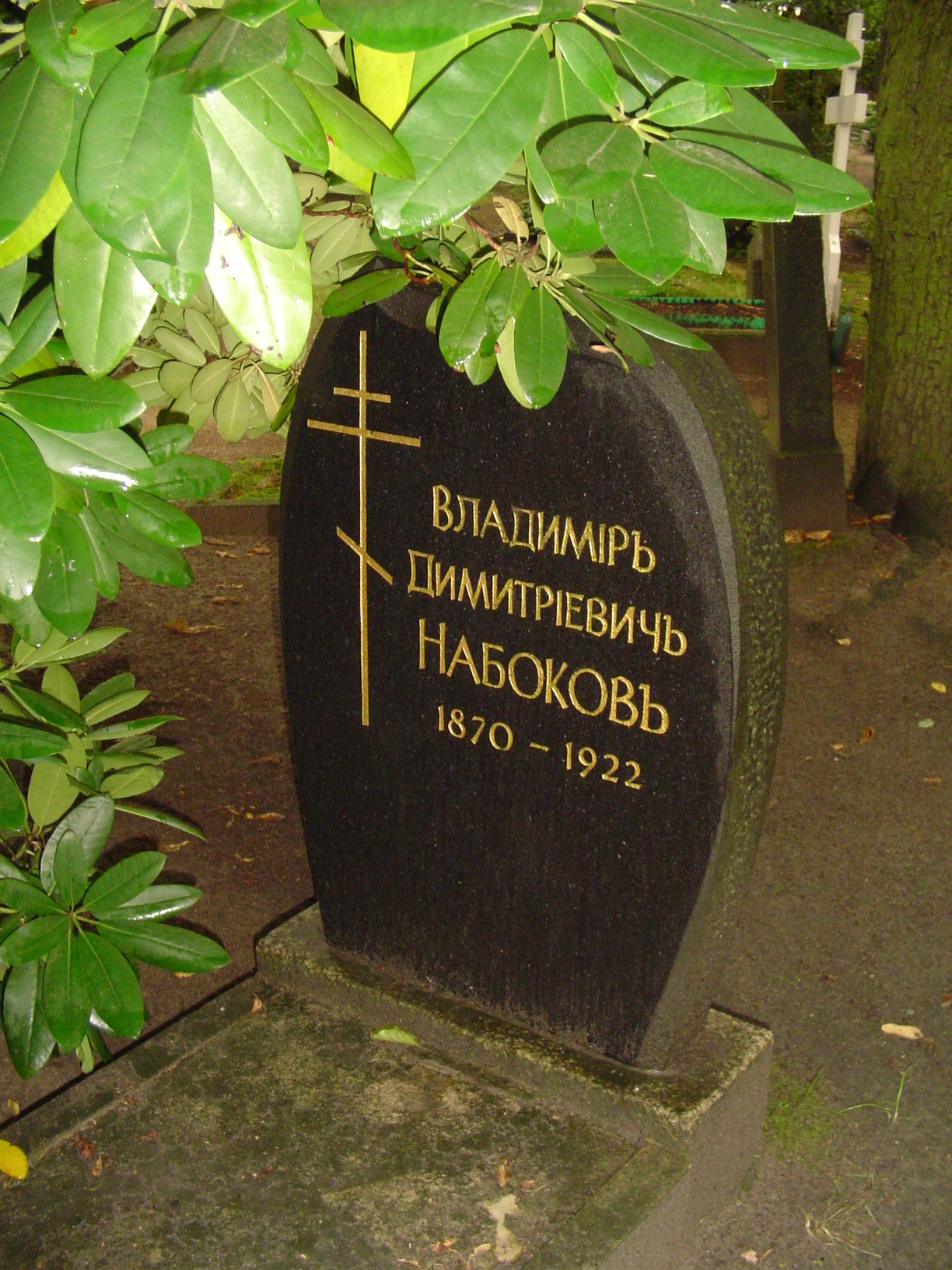
ベルリンにあるナボコフの墓。

1919年3月、ボリシェヴィキの侵攻によりクリミア地方政府は崩壊した。ナボコフとその家族はセヴァストーポリに移り、そこから船に乗ってコンスタンティノープルへと亡命した。さらにフランスへと趣いたが、ここで資金のために所持品の宝石を売ろうとしたナボコフは、危うく逮捕されかけたという。
同年5月27日、ナボコフはロンドンに到着する。旧臨時政府の代表としてロンドンに駐在していた弟、コンスタンティン・ナボコフの出迎えを受けた。この亡命地では、ミリュコーフとともに『新ロシア』 という雑誌を発行したが、今後の展望を見いだせず、1920年8月にはベルリンに転居した。ドイツは他国と比べ生活費がかなり安かったので、ベルリンには大量の亡命ロシア人が流入していた。ここで、友人のゲッセン、カミンカらとともに、ナボコフはロシア語新聞の創刊を計画する。新聞名はかつての党機関紙と同じ名前『レーチ』とする予定だったが、ミリュコーフの不参加のためにこれは断念し、綴のよく似た名称『舵』（露: Руль、ルーリ）を選んだ。この新聞には若き日の作家ナボコフも詩や短編小説を寄稿していたが、父の署名記事と混同されないように、シーリンという筆名を使っていた。
1921年初頭、ナボコフの新聞『舵』とミリュコーフの新聞『最新ニュース』のあいだで激しい論争が起きた。事の起こりは、ミリュコーフが社会革命党との提携によってロシア国内で農民を蜂起させるという新戦術を提唱したことにあった。この農民層を重視する新戦術によってボリシェヴィキを打倒することが可能だとミリュコーフは考えていたが、ナボコフは違った。ナボコフは、このような新戦術は実現不可能なものだと主張した。超階級的な立場に立ち、すべての勢力を糾合するべきだという伝統的なカデットの理想をナボコフは支持していたのである。
とはいえ、かつての盟友・ミリュコーフに対して、ナボコフは友情を捨ててはいなかった。ナボコフは、アメリカ在住のミリュコーフを講演のためにベルリンに招待した。そして、『舵』にミリュコーフ歓迎の記事を掲載している。
1922年3月28日の晩、ミリュコーフは500人の亡命ロシア人の聴衆を前に、「ロシアの復興とアメリカ」というタイトルの講演を行った。講演の途中、突如として君主主義者・ピョートル・シャベリスキー＝ボルクが走り出た。彼は「皇帝一家とロシアのために」と叫び、ミリュコーフに対して拳銃を発砲した。この男は、二月革命によってロマノフ朝を崩壊させた主犯であるとして、ミリュコーフの命を狙っていたのである
会場が騒然となるなか、ナボコフは、友人のカミンカとともに暗殺者の男を叩きのめした。そのため、ミリュコーフは一命を取り留めている。しかし次の瞬間、別の男・セルゲイ・タボリツキイがナボコフを拳銃で狙撃した。弾丸は3発放たれて3発とも命中し、ナボコフの脊椎や肺、心臓を貫き、彼を即死させた。

## 人物
ナボコフは一貫して西欧流の自由主義者であり、自由や民主主義、社会的公正といった価値観を重んじた。東洋などに対する関心はなかったものの、西欧文化に造詣の深い国際派であった。特に、他のロシア貴族とは異なり、フランスよりもイギリスに強い影響を受けていた点が特徴であり、「熱狂的なアングロマニア」とすら呼ばれたという。また、反ユダヤ主義に反対した。一方で、ナボコフは愛国者としての側面も持ち、自身の信じる自由主義をロシア国内において現実のものとすることを目指した。
法学者としてのナボコフは、法の本来的なあり方の中には、進歩的な精神が宿されているという考えを持っていた。帝立法学校教員就任の際の講演において、ナボコフは次のように、法律のもつ政治的な役割を強調した。すなわち、ナボコフに言わせれば、地主と解放された農奴が同じ立場に立つ陪審裁判制度は、市民の平等を表すものであった。また、刑法学における責任主義は、ユダヤ人や同性愛者などに対する予防的処罰を拒絶するという、人間解放的な意義をもつものであった。そして、個人の権利とは「いかなる絶対権力にたいしても対抗できる政治的自由を保証しようとする、長年にわたる政治的闘争の成果」なのだとナボコフは述べたという。
また、ナボコフはロシア革命についての回想録「臨時政府」を執筆したことでも知られ、この回想録はロシア革命史の重要な史料の一つとなっている。ケレンスキー、ミリュコーフ、そしてレフ・トロツキーといった、ナボコフと政治思想を異にする人々も、自身の著作を執筆する際にナボコフの回想録を利用しており、その価値を高く評価した。この「臨時政府」が、亡命ロシア人が結集して編纂した『ロシア革命アーカイブ』の第1巻の最初に掲載されたように、ナボコフは亡命ロシア人社会においても中心的な存在の一人だった。
プライドの高い自信家であったナボコフは、周囲に冷ややかな印象を与えた。一方、細かな気配りのできる暖かみのある人柄だったとも言われる。私生活においては、フェンシングやボクシングの練習を熱心に行っていた。家庭教師の影響で、若い頃は蝶の採集にも熱中していたこともあり、この蝶採集の趣味は、息子の作家ナボコフにも受け継がれている。文学面では、ロシア文学だけでなく英独仏の文学に造詣が深く、中でもプーシキン、シェイクスピア、フローベールらの著作を好んで読んでいたという。作家のレフ・トルストイとも友人であった他、推理小説家コナン・ドイルやSF作家ハーバート・ジョージ・ウェルズらとも交友があり、彼らを自邸に招待したことが知られる。

## 評価・影響

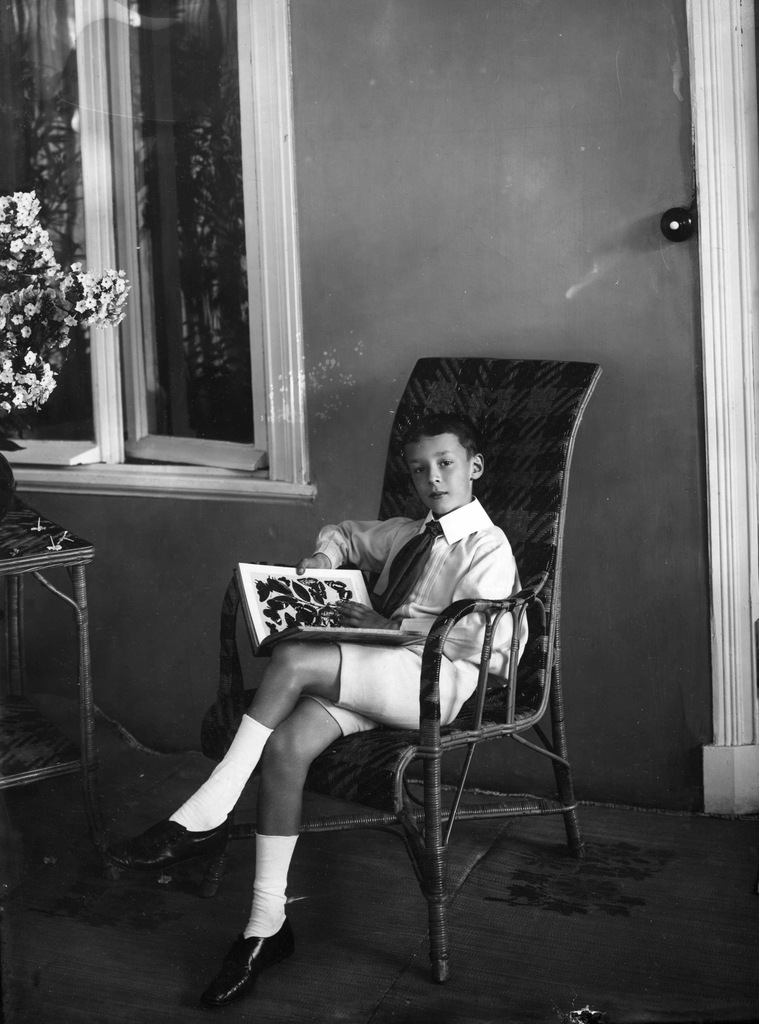
後に小説家となる息子のウラジーミル。1907年。

ボリシェヴィキの指導者レフ・トロツキーは、ナボコフについて「自由主義派のもっとも有名な指導者のひとり」であり、かつ「尊敬すべき自由主義者」であったと述懐している。また、前述したとおり、ナボコフの回想録を史料として自身の歴史書『ロシア革命史』の叙述に利用しており、「かれの正確な回想記はところどころかれの党と階級の日誌のように見える」と評価している。
しかし、トロツキーはボリシェビズムの立場から、次のようにナボコフを批判している。すなわち、ナボコフは兵士たちを軽蔑していたが、これはナボコフの貴族としての階級意識に由来する傲岸さの現れであるという。ナボコフは亡命後にケレンスキーの失策・無能を批判しているが、このことについて、むしろナボコフ自身が「自分自身の無力、自分の階級、自分の社会体制の無力が問題になっていることにまるで気づいていなかったのではないか」とトロツキーは指摘する。
反対に、息子の作家ウラジーミル・ウラジーミロヴィチ・ナボコフは、政治家であった父を晩年まで変わらず尊敬していた。少年期の作家ナボコフは、父に薦められて、蔵書の英文学やフランス文学の作品を読むようになり、その影響を受けていた。性的倒錯や神経症、犯罪などに対する強い関心も、刑法学者であった父から作家である息子へと受け継がれたものだった。後にこの作家の発表したロシア語小説『賜物』では、主人公フョードルの父として、自身の父ウラジーミル・ドミトリエヴィチを忠実に再現したキャラクターが登場している。
作家ナボコフは、父と異なり、政治活動に大きな関心は持たなかったが、父の影響を受けて徹底した反共主義者となった。彼は父の自由主義思想を支持しており、文学研究者ブライアン・ボイドによれば、「父が実現しようとして戦った永遠の原理は間違っていないと確信していた」のである。